# Dommartin-le-Saint-Père
Dommartin-le-Saint-Père è un comune francese di 299 abitanti situato nel dipartimento dell'Alta Marna nella regione del Grand Est.

## Società

### Evoluzione demografica
Abitanti censiti